# Centro de Artes Cênicas do Maranhão
O Centro de Artes Cênicas do Maranhão (Cacem) é uma escola de formação de atores criada no ano de 1997 na cidade de São Luís, Maranhão, a partir da iniciativa da Companhia Oficina de Teatro (COTEATRO). O Cacem é reconhecido pelo Conselho Estadual de Educação e é vinculado a Secretaria de Estado da Cultura e Turismo (Sectur).  Além da escola, o Cacem também promove o Festival Maranhense de Teatro Estudantil (Femate).

## História
O Cacem nasceu a partir de um Curso Livre de Formação de Ator organizado pela Companhia Oficina de Teatro (Coteatro), sob orientação intelectual do professor Tácito Borralho. O sucesso da experiência motivou, no dia 8 de novembro de 1996, a criação do Cacem a partir de uma reunião na qual estiverem presentes professores, pesquisadores e artistas da diretoria da Coteatro, como: Tácito Borralho, Domingos Tourinho, Maria Raimunda Fonseca Freitas, Ivoni Araújo Silva, Miguel Estefânio Veiga Filho, José Murilo Moraes dos Santos, Jonatas da Silva Tavares, Wilson José Martins e Maria Lúcia Gato de Jesus. Tácito Borralho não queria criar uma Escola de Teatro. Pretendia criar um "centro", onde fossem ofertados cursos a bailarinos, atores e técnicos de palco.
No dia 3 de março de 1997 foi realizada a primeira aula da primeira turma, ocasião que ficou convencionada e celebrada até hoje pela instituição. Por isso, essa data é celebrada até hoje pela instituição.
A autorização para o funcionamento da instituição aconteceu apenas em agosto de 1997 por meio das seguintes resoluções: a nº 322/97 - CEE, que autorizou o funcionamento do Cacem; a de nº 439/97 – CEE, que “Autoriza o funcionamento do Centro de Artes Cênicas do Maranhão com o ensino fundamental, via supletivo, nesta capital”; e a resolução nº 439/97 – CEE de 14/08/1997, que “Autoriza o funcionamento do Centro de Artes Cênicas do Maranhão com ensino médio, via supletivo, nesta capital”.
O Cacem iniciou com os curso de Formação de Ator (qualificação profissional, nível de 1º grau) e o Curso Técnico de Formação de Ator (habilitação profissional, nível de 2º grau na modalidade supletivo).
O Parecer 104/99, do Conselho Estadual de Educação, reconheceu, mas uma vez, o Cacem e suprimiu o curso de iniciação ao ator. A relatoria do Conselho argumentou que apenas o curso Técnico em Formação de Ator estaria funcionado. Assim, transforma-se em Curso Técnico de Nível pós-Médio, apesar de ter sido registrado inicialmente como Supletivo de 2º Grau.
A matriz curricular do curso "Técnico em Teatro" tem um total de 22 componentes curriculares, que distribuídos em seis períodos letivos, com duração total de três anos e totalizando 1.630 hora/aula. A matriz curricular é formada por disciplinas que oferecem embasamento técnico ao aluno que deseja ingressar na carreira cênica : História da Arte, História do Teatro, Interpretação, Expressão Corporal, Psicologia e Ética, Problemas do Teatro Brasileiro, Técnica Vocal, Canto, Dança para Ator, Teatro de Animação, Cenografia, Iluminação, Caracterização e Prática Supervisionada.